# Bootszeugnis
Das Bootszeugnis ist ein Dokument, das das Vermieten eines Sportbootes erlaubt.

## Gesetzliche Grundlagen
Im Seebereich ist die gesetzliche Grundlage für das Bootszeugnis die Verordnung über die Inbetriebnahme von Sportbooten und Wassermotorrädern sowie deren Vermietung und gewerbsmäßige Nutzung im Küstenbereich (See-Sportbootverordnung – SeeSpbootV).
Im Binnenbereich ist die gesetzliche Grundlage für das Bootszeugnis die Verordnung über die gewerbsmäßige Vermietung von Sportbooten sowie deren Benutzung auf den Binnenschifffahrtsstraßen (Binnenschifffahrt-Sportbootvermietungsverordnung, BinSch-SportbootVermV).
Ausgestellt wird das Bootszeugnis vom örtlich zuständigen Wasserstraßen- und Schifffahrtsamt für eine Dauer von jeweils zwei Jahren, bei Werftneubauten von drei Jahren. Voraussetzung ist eine Besichtigung, bei der Schiffskörper und Ausrüstung unter Sicherheitsgesichtspunkten geprüft werden.